# 津田理帆
津田 理帆（つだ りほ、1994年8月16日 - ）は、朝日放送テレビ（ABC）所属のアナウンサー。

## 人物
兵庫県伊丹市の出身で、大阪桐蔭中学校・高等学校に6年間在校した。
2013年に大阪大学外国語学部ベトナム語学科へ入学。在学中、2年次の2015年度に今宮戎神社の福娘へ選ばれた。また、接客業や歯科助手のアルバイト経験も持つ。さらに、地元の兵庫県が放送対象地域に当たる独立放送局・サンテレビジョンのキャンペーンガール『サンテレビガールズ』の第46期生としても活動した。
2017年4月1日付で、朝日放送（当時）へ正式に入社。朝日放送は翌2018年4月1日に放送持株会社（朝日放送グループホールディングス）の下でテレビ・ラジオ放送部門の分社化を実施したことから、旧・朝日放送で最後に採用したアナウンサー。入社後は、2017年6月16日に自己紹介を兼ねて『おはよう朝日です』（朝日放送テレビ）へ出演後に、午後のラジオニュースで本格的な番組デビューを果たした。また、毎年8月に朝日放送テレビで放送される全国高校野球選手権大会中継では、入社1年目から「燃えろ!ねったまアルプス」（阪神甲子園球場アルプススタンドからの応援リポート）に参加。母校の大阪桐蔭高校が出場する試合で、同校の応援団のリポートを担当することもあった。
2017年10月からは、テレビで『おはよう朝日です』、ラジオで『ほろ酔い朝日です』『道上洋三の健康道場』にレギュラー出演。2018年1月からは、『キャスト』（平日夕方のローカル報道・情報番組）の金曜日で中継リポーター、『虎バン』（阪神の情報・応援番組、いずれもテレビ）でアシスタントに起用されていた。『虎バン』は2019年度限りでレギュラー放送、『キャスト』は2022年3月30日で放送を終了したが、『newsおかえり』（『キャスト』の後継番組として2022年4月4日から放送）にもフィールドキャスター兼サブキャスター（スタジオ進行担当）として出演。アナウンス管理部門が分社化に伴って朝日放送テレビへ移管されたことから、2018年4月1日付で朝日放送テレビへ自動転籍。同年11月には、『キャスト』の中継リポートでANNアナウンサー賞の最優秀新人賞を受賞した。2020年10月から『キャスト』のサブキャスターに事実上専念していたが、2021年の10月改編からは、金曜日の本番後に『ABCミュージックパラダイス』（朝日放送ラジオが12年3ヶ月振りに平日の深夜で復活させた生放送の音楽番組で通称『ミューパラ』）でパーソナリティを務めている。なお、『キャスト』は2022年3月で終了したが、後継番組の『newsおかえり』にも全曜日へ出演している。
2022年4月1日放送分の『ミューパラ』で結婚、2023年6月30日放送分の『news おかえり』と『ミューパラ』で第1子の妊娠を発表。このような事情から、『ミューパラ』の金曜日について2023年8月25日放送分、『newsおかえり』では同年9月11日放送分をもって休演。2023年9月12日からは、産前産後休暇に入っている。

## 過去の出演番組

### テレビ
- 速報!甲子園への道（2017年のみ、関西ローカルパートのリポーター）
- 全国高校野球選手権大会中継（2017年 - 2019年、「燃えろ!ねったまアルプス」リポーター）
- おはよう朝日です（2017年10月2日 - 2020年9月29日）
  - 2019年3月までは「人気mono サキヨミEnter!」月・火曜分、同年4月から9月までは「アナの目ピックアップ」月 - 水曜分、同年10月からは月・火曜分のキャスターを担当。
  - 日本国内で新型コロナウイルスへの感染が拡大している2020年には、4月15日（水曜日）から6月12日（金曜日）まで平日版の司会・アシスタントに2班体制を導入していた関係で、導入期間中の毎週月・火曜日と隔週水曜日に全編のアシスタントを務めていた。
- キャスト（2018年1月5日 - 2022年3月30日）
  - 2017年9月から、「金曜中継 土日にGO!」のリポーターや、「うめきた天気」（生中継による天気予報コーナー）のアシスタントを不定期で担当していた。
  - 2018年1月5日から2019年3月29日までは「土日にGO!」のリポーター、2018年4月から「うめきた天気」木曜アシスタントも正式に担当。
  - 2019年4月からは、木曜に「お絵描きニュース そもそものトコロ」のイラスト描画と進行も担当。金曜16時台に新設された「道上さんの中継」では、当時『道上洋三の健康道場』でも共演していた道上とのコンビで、2020年3月のコーナー終了までリポーターを務めた。
  - 2019年10月7日から2020年3月22日までは、「喜多ゆかりに おまかせください!」（2019年4月から毎週月曜日の16時台に放送）を、先輩アナウンサーの喜多ゆかりから継承。コーナー名も「津田理帆に おまかせください!」に改めていた。2020年4月改編以降は、特定のコーナーを担当せず、木・金曜日にスタジオでサブキャスターを担当。
  - 2020年10月5日から、塚本麻里衣の後任扱いで、古川昌希（いずれも先輩アナウンサー）と同格（月 - 金曜日担当）のサブキャスターに昇格。2022年3月30日（水曜日）の最終回まで務めている。
- 虎バン（2018年1月28日 - 2019年11月30日、アシスタント）
  - 朝日放送の女性アナウンサーからのレギュラー起用は、第4代の女性ナビゲーターだった角野友紀が、中田賢一（当時福岡ソフトバンクホークス投手）との結婚に伴う退社（2015年3月）を前に2014年12月で降板して以来4年振りである。
  - 2018年3月24日には、アシスタントへの就任とレギュラー放送再開の告知を兼ねて、阪神対オリックスのオープン戦（京セラドーム大阪）[注 2]で人生初の始球式に臨んだ[注 3]。プロ野球シーズン中にレギュラーで編成されず、シーズンの前後に特別番組扱いで2回だけ放送された2019年限りで降板。
- おはようコールABC（2018年1月25日）
  - メインキャスター陣の1人で先輩アナウンサーの斎藤真美が休暇に入ったことから、斎藤の代役として出演。
- 徳井又吉の哀歌エレジー（2019年8月13日、「新米ホステス」という役回りで進行を担当）
- newsおかえり（2022年4月4日 - 2023年9月11日予定）
  - フィールドキャスター（月曜日担当）：2022年4月4日 - 2023年3月29日
  - フィールドキャスター（火曜日担当）：2022年4月5日 - 2023年9月5日
  - サブキャスター（水 - 金曜日）：2022年4月6日 - 2023年9月8日
  - 日替わりMC（月曜日担当）：2023年4月3日 - 2023年9月11日
    - 前任者のヒロド歩美（担当期間中は朝日放送テレビ東京オフィス所属のアナウンサー）がフリーアナウンサーへの転身に伴って卒業したことを受けての起用。月曜日には、フィールドキャスター時代から「り・ほ・り・ぽ」（17時台の後半に放送される冠企画）で取材リポートを担当していた。
    - 「日替わりMC」については、2022年にも金曜日で、川田裕美・岡田結実（本来は隔週交代で担当）が2人とも出演できない週に代行していた。
    - 第一子の懐妊に伴う産前産後休暇を前に、2023年9月11日（月曜日）放送分でのMCをもって休演。この日のMCが、テレビ・ラジオを通じて休暇前最後の仕事になった。

以下はいずれも、朝日放送テレビが制作する全国ネット番組。
- 朝だ!生です旅サラダ（不定期出演）
  - 2018年8月24日放送分に「カップヌードルミュージアム 大阪池田」（大阪府池田市）からのリポートを担当したことを皮切りに、「ラッシャー板前の生中継」（朝日放送テレビ担当分）へ随時出演。前任者であった塚本の産前産後休暇を境に出演の機会が増えたが、金曜日の深夜に『ミュージックパラダイス』でパーソナリティを務めることに伴って降板したほか、ラッシャーのレギュラー卒業（2022年3月26日）を機に（ネット局の女性アナウンサーがラッシャーに同行するスタイルの）生中継企画も終了した。
- 新婚さんいらっしゃい!（副音声による解説放送のナレーション）
  - 「50周年記念!4900組から厳選のお宝映像大放出スペシャル」（2020年4月5日放送分）など、本編でもナレーションを担当することがある。前述したように、自身も担当期間中の2022年に結婚。
- M-1グランプリ（2019 - 2021年）
  - テレビの敗者復活戦中継（全国ネット）で2019年からリポーター、『ラジオでウラ実況!M-1グランプリ』（決勝戦テレビ中継のサイマル放送を組み込んだラジオの生放送番組）で2020年に進行を担当。

### ラジオ
- ABCニュース（2017年6月16日11:00の『ドッキリ!ハッキリ!三代澤康司です』への内包分[9]。[注 4]から不定期で担当）
- ほろ酔い朝日です（2017年10月2日 - 2019年3月、アシスタント）
- 道上洋三の健康道場（2017年10月7日 - 2021年3月27日）
  - 川添佳穂・乾麻梨子に続く第3代の「筆頭門下生」（アシスタント）として出演。ラジオ番組へのレギュラー出演は、朝日放送への入社後初めてであったが、番組自体は基本として2週分を事前に収録していた。
  - 母体番組の『おはようパーソナリティ道上洋三です』でも、道上とアシスタントの野村朋未が揃って夏季休暇に入っていた2019年8月12日 - 16日放送分で、先輩アナウンサーの堀江政生と共に代演。全国高等学校野球選手権大会の期間中でもあったため、大会の試合が開催される日の一部では、本番終了後に前述の「ねったまアルプス」も担当している。
- ABCミュージックパラダイス 金曜日（2021年10月1日 - 2023年8月25日）
  - 下埜正太とのコンビでパーソナリティを担当。朝日放送ラジオが制作する生ワイド番組へのレギュラー出演は、旧朝日放送への入社後初めてで、出演の開始をきっかけに「だりほー」という愛称が新たに付いた。